# Niveau d'énergie

Diagramme de base des premiers niveaux d'énergie d'un atome.

Un niveau d'énergie est une quantité utilisée pour décrire les systèmes en mécanique quantique et par extension dans la physique en général. S'il y a bien quantification de l'énergie, à un niveau d'énergie donné correspond un « état du système » donné ; ou bien plusieurs états dits « dégénérés ». La notion de niveau d'énergie a été proposée en 1913 par le physicien danois Niels Bohr.
Ainsi, les états que peut prendre un atome sont souvent décrits en première approximation par les différents niveaux d'énergie de ses couches électroniques, ce qui permet notamment de prédire son spectre d'émission ou d'absorption des photons.
La théorie de la mécanique quantique moderne donnant une explication de ces niveaux d'énergie en termes d'équation de Schrödinger a été avancée par Erwin Schrödinger et Werner Heisenberg en 1926.